# Elbinger SV
Elbinger SV 05 (celým názvem: Elbinger Sportverein 1905) byl německý sportovní klub, který sídlil v pruském městě Elbing (dnešní Elbląg ve Varmijsko-mazurském vojvodství). Založen byl v roce 1905, zanikl v roce 1945 po sovětsko-polské anexi Pruska. Klubové barvy byly červená a bílá.
Své domácí zápasy odehrával na stadionu Jahnsportplatz.

## Historické názvy
- 1905 – Elbinger SV 05 (Elbinger Sportverein 1905)
- 1939 – KSG Viktoria/Hansa/1905 Elbing (Kriegsspielgemeinschaft Viktoria/Hansa/1905 Elbing)
- 1940 – Elbinger SV 05 (Elbinger Sportverein 1905)
- 1945 – zánik

## Účast v nejvyšší soutěži
- Gauliga Ostpreußen: 1939/40
- Gauliga Danzig-Westpreußen: 1941/42

## Umístění v jednotlivých sezonách
Stručný přehled
Zdroj: 
- 1939–1940: Gauliga Ostpreußen
- 1940–1941: Bezirksliga Danzig-Westpreußen
- 1941–1942: Gauliga Danzig-Westpreußen

Jednotlivé ročníky
Zdroj: 
Legenda: Z - zápasy, V - výhry, R - remízy, P - porážky, VG - vstřelené góly, OG - obdržené góly, +/- - rozdíl skóre, B - body, červené podbarvení - sestup, zelené podbarvení - postup, fialové podbarvení - reorganizace, změna skupiny či soutěže
| Velkoněmecká říše (1939 – 1942) |                                |        |     |     |     |     |     |     |     |     |        |
| Sezóny                          | Liga                           | Úroveň | Z   | V   | R   | P   | VG  | OG  | +/- | B   | Pozice |
| 1939/40                         | Gauliga Ostpreußen             | 1      | 6   | 1   | 0   | 5   | 11  | 18  | -7  | 2   | 7.     |
| 1940/41                         | Bezirksliga Danzig-Westpreußen | 2      | ... | ... | ... | ... | ... | ... | ... | ... |        |
| 1941/42                         | Gauliga Danzig-Westpreußen     | 1      | 17  | 4   | 2   | 11  | 32  | 63  | -31 | 10  | 9.     |

Poznámky:
- 1939/40: Klub v soutěži účinkoval pod společným názvem KSG Viktoria/Hansa/1905 Elbing.